# Euura subgemma
Euura subgemma är en stekelart som beskrevs av Liston 2006. Euura subgemma ingår i släktet Euura, och familjen bladsteklar. Arten är reproducerande i Sverige.